# Natalie Psaila
Natalie Psaila és una metgessa i activista pel dret a l'avortament maltesa. Com a tal, és cofundadora de l'ONG Doctors for Choice.

## Carrera
Especialista en medicina familiar, el 2021 va publicar un llibre sobre salut reproductiva per a preadolescents titulat My Body's Fantastic Journey (lit. ‘El bell camí del meu cos’).
Ha advocat activament per rebaixar les lleis de l'avortament de Malta, que considera excessivament estrictes, així com per una millora de l'accés als mètodes anticonceptius. En aquesta línia, el 2019 va ser una de les fundadores de l'ONG maltesa Doctors for Choice. A causa de tot això, ha rebut missatges violents i fins i tot amenaces de mort. Segons Psaila i altres membres de Doctors for Choice, les autoritats a penes han reaccionat quan s'han denunciat aquests fets.
A l'acabament del juny del 2023, juntament amb la metgessa Isabel Stabile, va establir una línia telefònica directa per a dones que volen induir un avortament. A través d'aquest mitjà, poden ajudar les pacients a trobar opcions per a practicar-lo a l'estranger i donen suport a aquelles que opten per induir-se'l amb medicaments.

## Reconeixement
El 2023, va ser inclosa en la llista de les 100 dones més influents de l'any per la BBC. De fet, és la primera maltesa que hi apareix.